# Pulau Panas
Pulau Panas is een bestuurslaag in het regentschap Lahat van de provincie Zuid-Sumatra, Indonesië. Pulau Panas telt 536 inwoners (volkstelling 2010).